# Neobidessus discoidalis
Neobidessus discoidalis är en skalbaggsart som först beskrevs av Sharp 1882.  Neobidessus discoidalis ingår i släktet Neobidessus och familjen dykare. Inga underarter finns listade i Catalogue of Life.